# Vercel-Villedieu-le-Camp
Vercel-Villedieu-le-Camp är en kommun i departementet Doubs i regionen Bourgogne-Franche-Comté i östra Frankrike. Kommunen ligger i kantonen Vercel-Villedieu-le-Camp som tillhör arrondissementet Pontarlier. År 2022 hade Vercel-Villedieu-le-Camp 1 732 invånare.

## Befolkningsutveckling
Antalet invånare i kommunen Vercel-Villedieu-le-Camp
Referens:INSEE